# Rozseč (Žďár nad Sázavou)
Rozseč é uma comuna checa localizada na região de Vysočina, distrito de Žďár nad Sázavou.